# Kostas Asimakopoulos
Kostas Asimakopoulos (n. 20 mai 1936, Mytilini, Administrația descentralizată a Mării Egee⁠⁠(d), Grecia – d. 7 septembrie 2020) a fost un regizor, scenarist, dramaturg și critic grec.

## Biografie
Kostas Asimakopoulos a studiat științe politice și s-a ocupat de foarte devreme cu teatrul ca regizor și dramaturg, și cu cinematograful. A scris mai mult de 35 de scenarii de film și cinci piese de teatru. În industria cinematografică greacă a regizat în jur de 11 filme.
Este unul dintre scriitorii greci cei mai renumiți și prețuiți din ultimele decenii. A fost onorat de trei ori de Academia din Atena, de trei ori cu Premiul de Stat pentru teatru, cu Premiul Internațional Pirandello (1988), cu un premiu din partea Academiei franceze „Art, Science et Lettres“ și cu Medalia orașului Atena.
Kostas Asimakopoulos a reprezentat literatura greacă la diferite conferințe în Iugoslavia, Irlanda, China, România etc. Este membru al Societății Scriitorilor din Grecia, al Societății Dramaturgilor Greci, al Uniunii Criticilor de Film, al Arhivei de Film din Grecia și al Eforiei Muzeului Teatrului. Vorbește și engleza, franceza și italiana și locuiește în Atena.
A studiat la Universitatea Panteion și, în paralel, teatru la Școala lui Kostis Michaelides, cu profesori Michaelides însuși, Mary Aroni, Manos Katrakis, Yannis Tsarouhis, și apoi, pentru puțin timp, la Școala lui Karol Koun. A urmărit multe piese de teatru în străinătate, în special Franța, precum și turnări de filme. A lucrat timp de mai mulți ani la emisiuni săptămânale consacrate despre literatură, teatru și arte vizuale la radioul de stat și a tradus și regizat pentru televiziune la nivel național mai multe piese de teatru. Așa cum am mai spus, a apărut de foarte tânăr în viața literară greacă și a fost tradus în spaniolă, rusă, norvegiană, finlandeză, lituaniană, estonă, cehă, maghiară, ucraineană, română, bulgară, olandeză, albaneză, slovenă, sârbă, portugheză și altele. Lucrările sale sunt jucate în teatre naționale, municipale și private străine. 
A scris romanele: „Generația de prizonieri“, „Regele și statuia“ (Premiul Academiei din Atena), „Crimele de la Sparta“, „Copacul care Dansează,“ „Altana din Parga“ (Premiul Academiei din Atena), „Fântâna cu stele“ (biografi ficționalizată a Patriarhului Chiril al VI-lea), „Pe Râul ciocârliilor“, „Sufletele din Samotracia“ și „Dansul moștenitorilor,“ culegerile de povestiri „Despre Armata Sfântă“, „Dansul lui Osman Taka“ (premiul Academiei din Atena), „Copiii“, și multe piese jucate în Grecia și în străinătate. Este caracteristic faptul că piesa Eleni Altamura i-a fost jucată continuu timp de doi ani pe scena principală a Teatrului Național din București.
A scris scenariile pentru treizeci și cinci de filme: „Răpirea”, „Tinerețe Neliniștită”, „Adio, viață”, „Cenușăreasa”, „Viață amară” ș.a.
Ca regizor, scenograf și producător a turnat 17 filme, aproape toate – cu excepția unuia – departe de Atena. Printre ele:
- „Pâine pentru un evadat”, (după nuvela cu același nume, la Pilio);
- „Vinovați” (după nuvela proprie „În gura leului”, în Evia);
- „În fața spânzurătorii” (triptic, bazat pe o povestire  proprie, în Cipru);
- „Părăsire” (după povestirea cu același nume, la Kastoria);
- „Familia Horafa” (după cartea sa pentru copii, având același nume);
- „Zile frumoase” (într-o insulă din Marea Egee);
- „Târgul de mirese” (în Parga, Paxos, Nafpaktos);
- „Nu există dezertori” (la Pilo și Methoni) ș.a.

A transpus ca regizor și scenarist – în seriale de televiziune – romanele istorice proprii cu multe personaje:
- „Regele și statuia“ – Premiul Academiei din Atena (și coproducător), în diferite părți ale Mării Egee.
- “Altana din Parga” – Premiul Academiei din Atena –  în Epir (Parga, Ioannina – Souli), în Corfu și în alte locuri.
- „Clopote de seară” (Syros, Mykonos).

A produs, de asemenea, multe piese de teatru TV. Printre ele „Procesul lui Hristos“ de Diego Fabri, Un tramvai numit dorință de Tennessee Williams, „O pălărie  plină de ploaie“ Michael Gatsos, „Fără mânie“ de J. Hastings, „Niciodată să nu disperi“ de același (de mare succes în mai multe teatre din străinătate) etc.
De asemenea, a făcut filme documentare despre literatură și alte subiecte. În acest domeniu, a fost membru al comisiei Festivalului de la Salonic. Este câștigător al premiului internațional Premio Pirandello (1988) și deținător al Sceptrului European – Premiul pentru Literatură (2002) precum și premiat cu Medalia Orașului Atena, pentru contribuția adusă literaturii și culturii din țara sa (1998). Este invitat la universități din străinătate pentru prelegeri despre literatură și teatru grecești. Secretar general al Societății Grecești a Traducătorilor literari a Centrului grecesc „PEN Club“. A fost președinte al Societății Dramaturgilor greci și al Muzeului Teatrului. Multe dintre traducerile lui sunt  jucate în teatre. Ultima în anul 1966 la Teatrele Amiral, Park și Amfiteatru (Sp. Evangelatou).
Experiențele din călătoriile sale în Europa, Asia, America și cunoștințe cu personalități importante (Mao Zedong, Faulkner, Cocteau, Fellini, Art. Miller, Borges, Silone, Gheftusenko, De Filippo, I. Antrits etc.) sunt cuprinse în cea mai recentă carte a sa O viață de trăit.
1. ↑  , Greek Wikipedia[*] https://www.liberal.gr/epikairotita/kostas-asimakopoylos-pethane-o-teleytaios-synaxaristis, accesat în 1 august 2023 Lipsește sau este vid: |title= (ajutor)